# Stensjöns församling
Stensjöns församling är en församling i Mölndals och Partille kontrakt i Göteborgs stift. Församlingen ligger i Mölndals kommun i Västra Götalands län (Västergötland) och ingår i Mölndals pastorat.

## Administrativ historik
Församlingen bildades 1977 genom en utbrytning ur Mölndals församling och utgjorde därefter till 2014 ett eget pastorat. Församlingen ingår sedan 2014 i Mölndals pastorat.

## Befolkningsutveckling
| Befolkningsutvecklingen i Stensjöns församling 1980–2015 | Befolkningsutvecklingen i Stensjöns församling 1980–2015 | Befolkningsutvecklingen i Stensjöns församling 1980–2015 | Befolkningsutvecklingen i Stensjöns församling 1980–2015 | Befolkningsutvecklingen i Stensjöns församling 1980–2015 |
| --- | -------------------------------------------------------- | -------------------------------------------------------- | -------------------------------------------------------- | -------------------------------------------------------- |
| |                                                          |                                                          |                                                          |                                                          |
| År |                                                          |                                                          | Folkmängd                                                |                                                          |
| 1980 | 1980                                                     |                                                          | 7 866                                                    |                                                          |
| 1985 | 1985                                                     |                                                          | 8 570                                                    |                                                          |
| 1990 | 1990                                                     |                                                          | 9 173                                                    |                                                          |
| 1995 | 1995                                                     |                                                          | 9 498                                                    |                                                          |
| 2000 | 2000                                                     |                                                          | 9 665                                                    |                                                          |
| 2005 | 2005                                                     |                                                          | 9 979                                                    |                                                          |
| 2010 | 2010                                                     |                                                          | 10 075                                                   |                                                          |
| 2015 | 2015                                                     |                                                          | 10 483                                                   |                                                          |
| Anm: För åren 1980-2015: befolkning 31 december enligt den administrativa indelningen den 1 januari följande år. Sedan 1 januari 2016 sker inte folkbokföring per församling och därmed kan det hända att vissa personer inte ingår i församlingens folkmängd då de är skrivna på den fiktiva fastigheten På kommunen skriven som inte delas upp på församlingsnivå då de inte kunnat folkbokföras på en särskild befintlig fastighet. Den totala befolkningen i Svenska kyrkans församlingar är därför något lägre än den totala befolkningen i riket. |                                                          |                                                          |                                                          |                                                          |

## Kyrkobyggnader
- Stensjökyrkan
- Fågelbergskyrkan